# Saint-Hilaire-de-Lusignan
Saint-Hilaire-de-Lusignan – miejscowość i gmina we Francji, w regionie Nowa Akwitania, w departamencie Lot i Garonna.
Według danych na rok 1990 gminę zamieszkiwały 1204 osoby, a gęstość zaludnienia wynosiła 72 osób/km² (wśród 2290 gmin Akwitanii Saint-Hilaire-de-Lusignan plasuje się na 359. miejscu pod względem liczby ludności, natomiast pod względem powierzchni na miejscu 668.).